# Gemmula gemmulina
Gemmula gemmulina là một loài ốc biển, là động vật thân mềm chân bụng sống ở biển trong họ Turridae.

## Phân bố

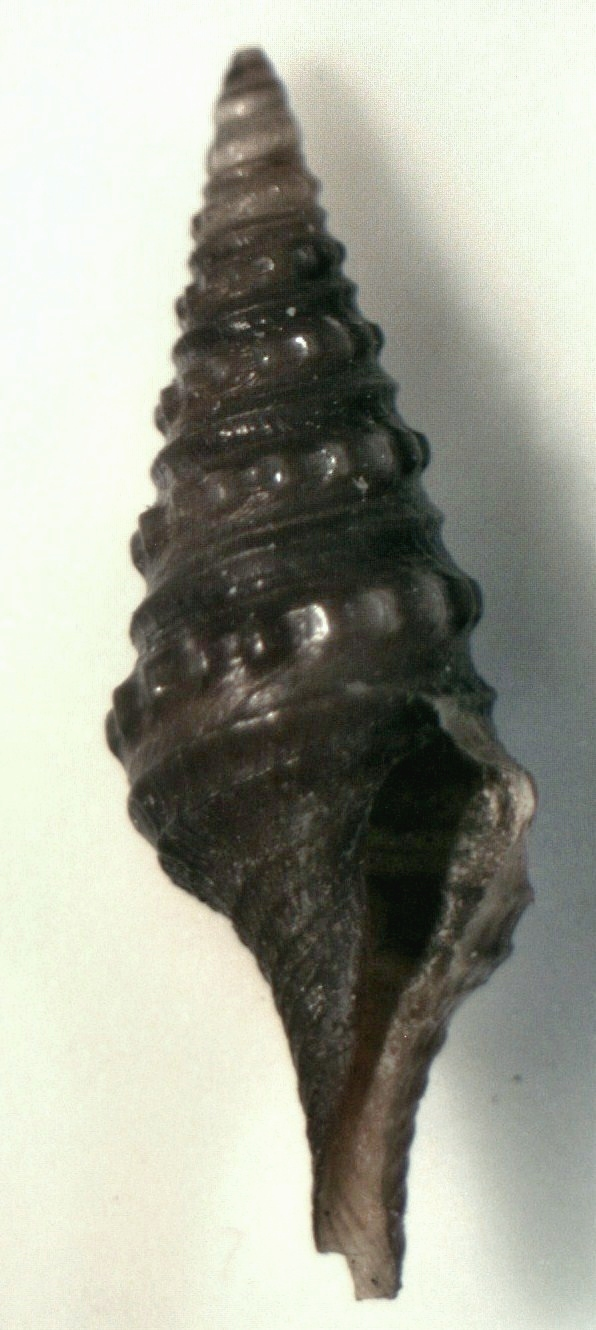
vỏ ốc Gemmula gemmulina